# Alwari
Alwari (persiska: اَلوارلو, گوزی رَجعين, آلوارلو, Alvārlū, Ālvārlū) är en ort i Iran.   Den ligger i provinsen Zanjan, i den nordvästra delen av landet, 400 km väster om huvudstaden Teheran. Alwari ligger 1 150 meter över havet och antalet invånare är 123.
Terrängen runt Alwari är lite kuperad. Runt Alwari är det ganska glesbefolkat, med 47 invånare per kvadratkilometer. Närmaste större samhälle är Qarah Owghlānlū, 7,2 km söder om Alwari. Trakten runt Alwari består i huvudsak av gräsmarker.